# Fundulus saguanus
Fundulus saguanus är en fiskart som beskrevs av Rivas, 1948. Fundulus saguanus ingår i släktet Fundulus och familjen Fundulidae. Inga underarter finns listade i Catalogue of Life.